# For the Love of Money
For the Love of Money é uma canção do grupo The O'Jays lançado em 1973 e composto por Kenneth Gamble, Leon Huff e Anthony Jackson, presente no terceiro álbum da banda, Ship Ahoy.